# Buse Tosun
Buse Tosun Çavuşoğlu (ur. 12 maja 1995) – turecka zapaśniczka startująca w stylu wolnym. Brązowa medalistka olimpijska z Paryża 2024 w kategorii 68 kg, a także siódma w Rio de Janeiro 2016 w kategorii 69 kg.
Złota medalistka mistrzostw świata w 2023 i brązowa w 2018 i 2021. 
Pierwsza w mistrzostwach Europy w 2024; druga w 2022 i 2023; trzecia w 2016, 2018 i 2025. Dziesiąta na igrzyskach europejskich w 2015 i dziewiąta w 2019. Druga w indywidualnym Pucharze Świata w 2020. Mistrzyni igrzysk śródziemnomorskich w 2018 i druga w 2022. Akademicka mistrzyni świata w 2016. Złota medalistka igrzysk Solidarności Islamskiej w 2022 i brązowa w 2017. 
Wicemistrzyni świata juniorów z 2013 i mistrzyni Europy z 2013 i 2014. Pierwsza na MŚ U-23 w 2018. Wygrała ME U-23 w 2016 i 2018; trzecia w 2015 roku.